# Badhauli
Badhauli é uma aldeia no distrito de Ambala, no estado indiano de Haryana. Tinha uma população de 4 442 habitantes em 2011.